# Lace It
Lace It è un singolo dei rapper statunitensi Juice Wrld ed Eminem del produttore discografico statunitense Benny Blanco, pubblicato il 16 dicembre 2023 tramite le etichette Interscope Records e Grade A Productions come primo estratto del quinto album in studio The Party Never Ends.

## Antefatti
Gli artisti hanno scritto il singolo assieme a Cashmere cat, Happy Perez e Luis Resto, e quest'ultimo ha prodotto il singolo assieme a Blanco ed Eminem. La canzone è stata pubblicata il nel Juice Wrld Day, un festival annuale che si tiene a Chicago, festival organizzato per pagare tributo alla prematura morte dell'artista.
In una intervista, Carmela Wallace, madre di Juice Wrld, ha parlato della canzone, dicendo:
"Ricordo Jarad (Juice Wrld) ascoltare ininterrottamente Eminem in casa perché era un grande fan di esso. Questo è un momento dolce-amaro per me: sono contenta per Jarad dato che ha avuto l'occasione di fare musica con qualcuno che ha ammirato così tanto, ma triste che non possa essere qui a vivere il momento".

## Composizione e testi
Nella canzone, Juice parla di come la droga abbia cambiato la sua vita, mentre Eminem riflette anche lui sulla sua difficoltà con le sostanze stupefacenti all'inizio della sua carriera, e di questo parla lungo la canzone, nominando anche altri artisti che sono mancati per colpa di sostanze, come Lil Peep, Ol' Dirty Bastard, Prince e Michael Jackson.

## Video musicale
Il video musicale è stato pubblicato lo stesso giorno del singlo sul canale YouTube di Juice Wrld. Il video contiene semplicemente una versione animata della copertina del singolo.

## Classifiche
| Classifica (2023-2024) | Posizione massima |
| ---------------------- | ----------------- |
| Canada                 | 55                |
| Mondo                  | 197               |
| Nuova Zelanda          | 3                 |
| Regno Unito            | 95                |
| Stati Uniti            | 85                |